# موزخوارها (سرده)
موزخوارها (سرده) (نام علمی: Musophaga) نام یک سرده از تیره موزخوار است.

## گونه‌ها
- موزخوار بنفش،  Musophaga violacea
- موزخوار راس،  Musophaga rossae